# Saddle Bluff
Saddle Bluff är en udde i Sydgeorgien och Sydsandwichöarna (Storbritannien). Den ligger i den östra delen av Sydgeorgien och Sydsandwichöarna.
Terrängen inåt land är varierad. Havet är nära Saddle Bluff österut.  Det finns inga samhällen i närheten. 